# تروی تانر
تروی تانر (انگلیسی: Troy Tanner؛ زادهٔ ۳۱ اکتبر ۱۹۶۳) بازیکن والیبال اهل ایالات متحده آمریکا بود.
از باشگاه‌هایی که در آن بازی کرده‌است می‌توان به پاناسونیک پنترز اشاره کرد.